# Müden, Gifhorn
Müden (Aller) là một đô thị thuộc huyện Gifhorn, trong bang Niedersachsen, Đức. Đô thị này có diện tích 67,27 km².